# Behind the Iron Gate
Behind the Iron Gate (ook wel Za Żelazną Bramą) is een videospel dat werd ontwikkeld door Ego Software en uitgegeven door Black Legend. Het spel kwam in 1995 uit voor de Commodore Amiga. Het spel is een first-person shooter. Het spel is geprogrammeerd door Witold Gantzke en de muziek is van de hand van Adam Skorupa.